# Bitwa pod Żeleźnicą
Bitwa pod Żeleźnicą – bitwa powstania styczniowego stoczona 30 kwietnia 1864 roku w okolicy wsi Żelaźnica. Starcie odbyło się między oddziałem powstańczej żandarmerii pod dowództwem Władysława Nowackiego-Kopaczyńskiego pseudonim Junosza, a oddziałem rosyjskim pod dowództwem mjr. Przewalińskiego. Starcie zakończyło się wygraną powstańców.
Po stoczonej bitwie w Bebelnie oddział Nowackiego ruszył do województwa sandomierskiego. Dwa dni później pod Żeleźnicą spotkał oddział Rosyjski składający się z 40 dragonów, 40 ułanów i 50 kozaków. Polacy przypuścili śmiałą szarżę na szaszki utrzymując plac boju. Ponieważ piechota rosyjska była w pobliżu, więc nie można było ścigać nieprzyjaciela. Straty powstańców w tym starciu wyniosły 2 zabitych i 3 ciężko rannych. Rosjanie natomiast mieli 6 zabitych w tym oficera, oraz 4 rannych. Rannych jeńców rosyjskich Junosza zostawił w pobliskim Olesznie.